# Epidapus primulus
Epidapus primulus är en tvåvingeart som beskrevs av Hans-Georg Rudzinski 2000. Epidapus primulus ingår i släktet Epidapus och familjen sorgmyggor. Inga underarter finns listade i Catalogue of Life.